# 亞羅瓦
亞羅瓦（烏克蘭語：Ярова），是烏克蘭頓涅茨克州克拉马托尔斯克区利曼市镇内的市級鎮，處於北頓涅茨河畔，始建於1670年，海拔高度63米，2011年人口2,079。